# Urania leilus
Urania leilus (denominada popularmente, em inglês, Green-banded Urania) é uma mariposa, ou traça, neotropical diurna da família Uraniidae, encontrada a leste dos Andes; na Bolívia, Peru, Equador, Colômbia, Venezuela, Trinidad, Suriname, Guiana Francesa e Brasil amazônico; registrada como um visitante ocasional nas Pequenas Antilhas, tais como ilhas de São Cristóvão e Nevis, Barbados e Dominica. Foi classificada por Carolus Linnaeus, com a denominação de Papilio leilus, em 1758. Suas lagartas se alimentam de plantas do gênero Omphalea (família Euphorbiaceae). Esta espécie é aparentada com Chrysiridia rhipheus, conhecida por Rainha-de-Madagáscar e considerada a mariposa mais bonita do mundo.

## Descrição e hábitos
Urania leilus possui asas com envergadura máxima de 7 centímetros, sem grande dimorfismo sexual entre macho e fêmea. Possui, vista por cima, tom geral enegrecido, com manchas esverdeadas e brilhantes atravessando, em riscas, suas asas anteriores. Nas asas posteriores a tonalidade tende para o azul-celeste, bem pálido, com uma característica área de escamas de um verde mais pálido, amarelado, em sua metade inferior; onde podem ser avistados prolongamentos franjados de margem branca, como longas caudas, em cada asa posterior. O lado de baixo apresenta coloração mais azulada.

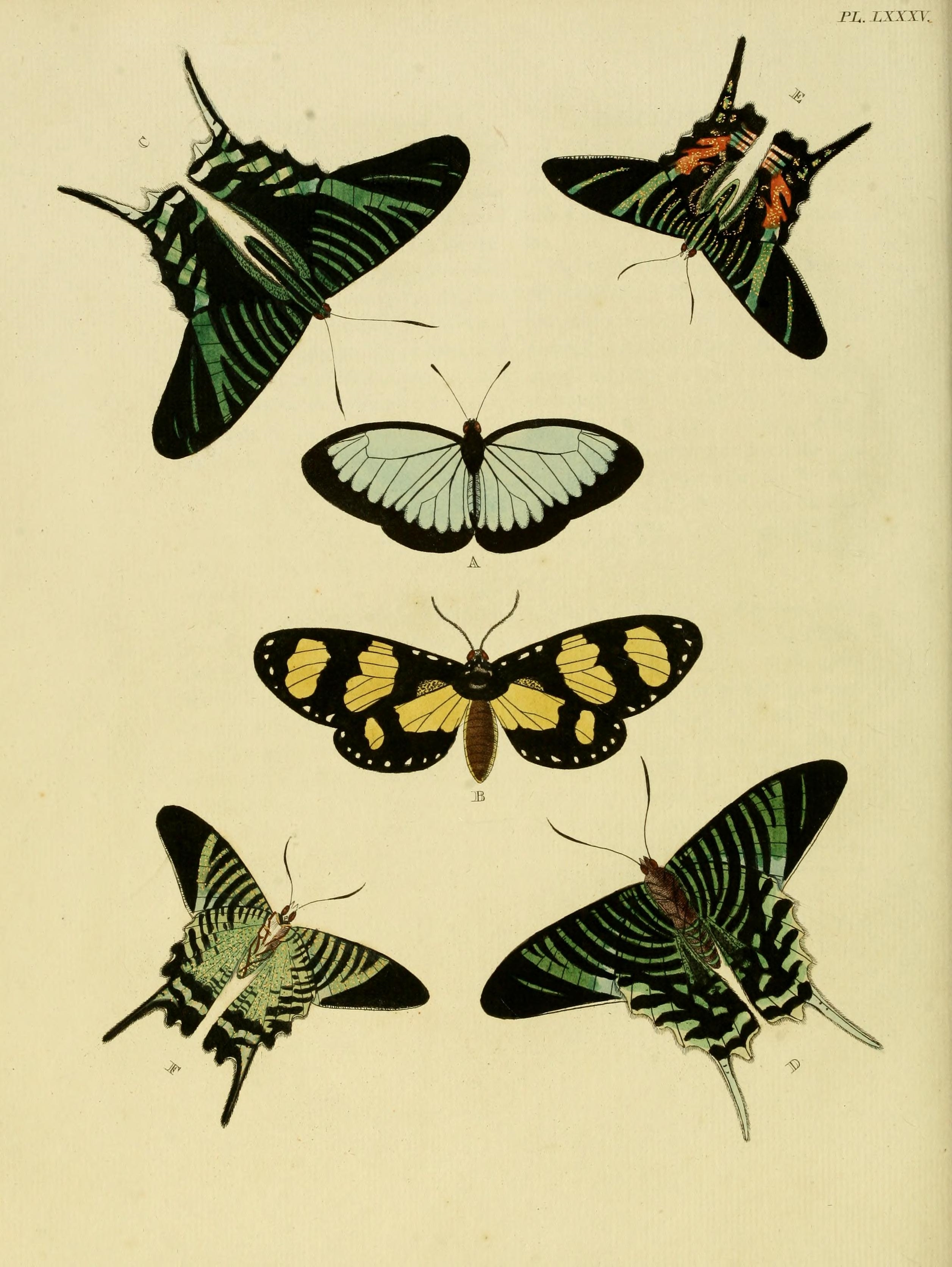
As borboletas acima à esquerda (em vista superior) e abaixo à direita (em vista inferior) são ilustrações de U. leilus, retiradas do livro De uitlandsche kapellen: voorkomende in de drie waereld-deelen Asia, Africa en America = Papillons exotiques des trois parties du monde, l'Asie, l'Afrique et l'Amérique, de Pieter Cramer e Caspar Stoll (Plate LXXXV, 1776).
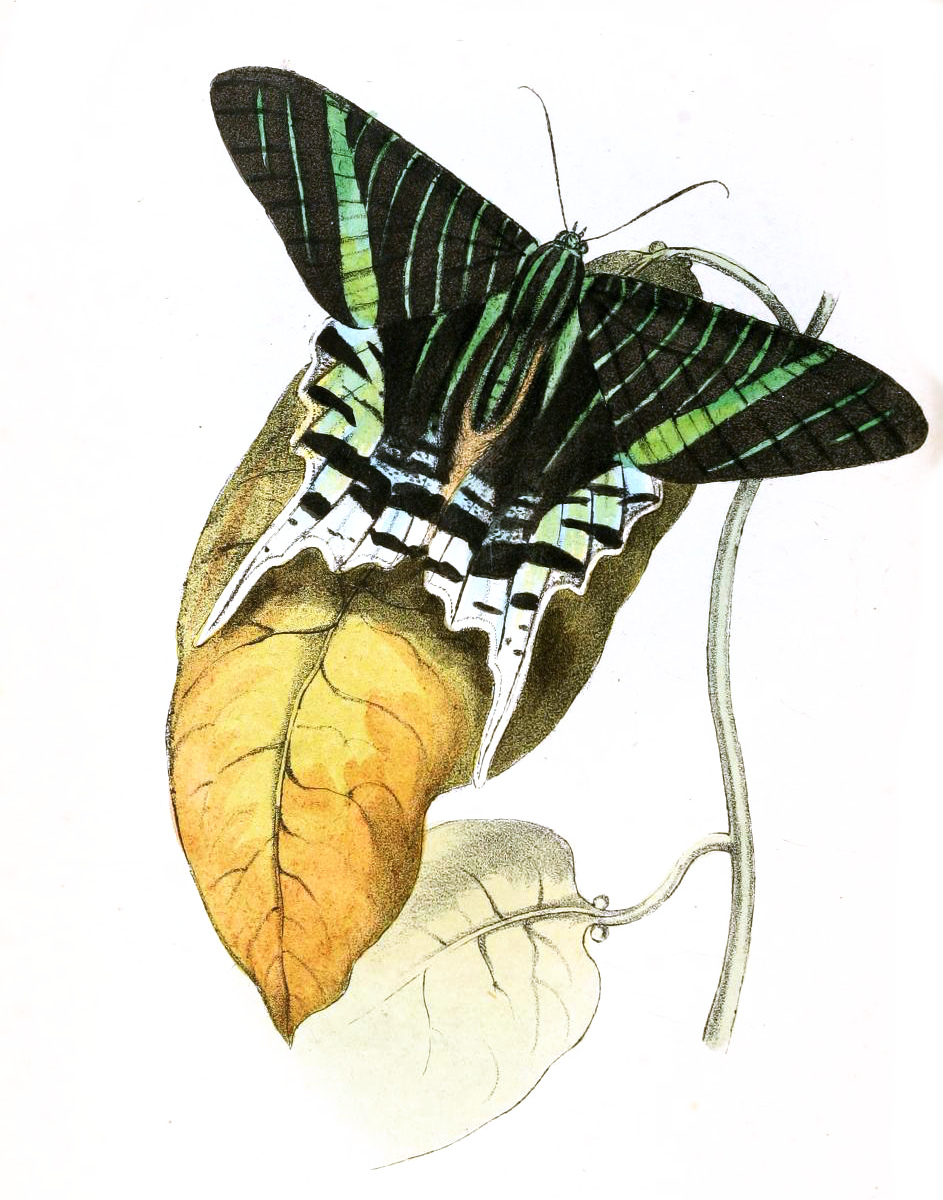
Ilustração de U. leilus, por William John Swainson, retirada do livro Zoological illustrations or original figures and descriptions of new, rare, or interesting animals. Volume 3 (1833).

Ela é comumente avistada ao longo das margens dos rios, em floresta primária e floresta secundária entre o nível do mar e cerca de 800 metros de altitude. É fortemente migratória em seu comportamento de voo, com tendência a seguir cursos de rio; muitas vezes atravessando rios largos e voando pouco acima da superfície da água. Os machos se agregam com espécies de borboletas, em praias arenosas. Às vezes, grupos de até 50 mariposas Urania se reúnem normalmente, aquecendo as suas asas abertas e sobrepostas às dos seus vizinhos.

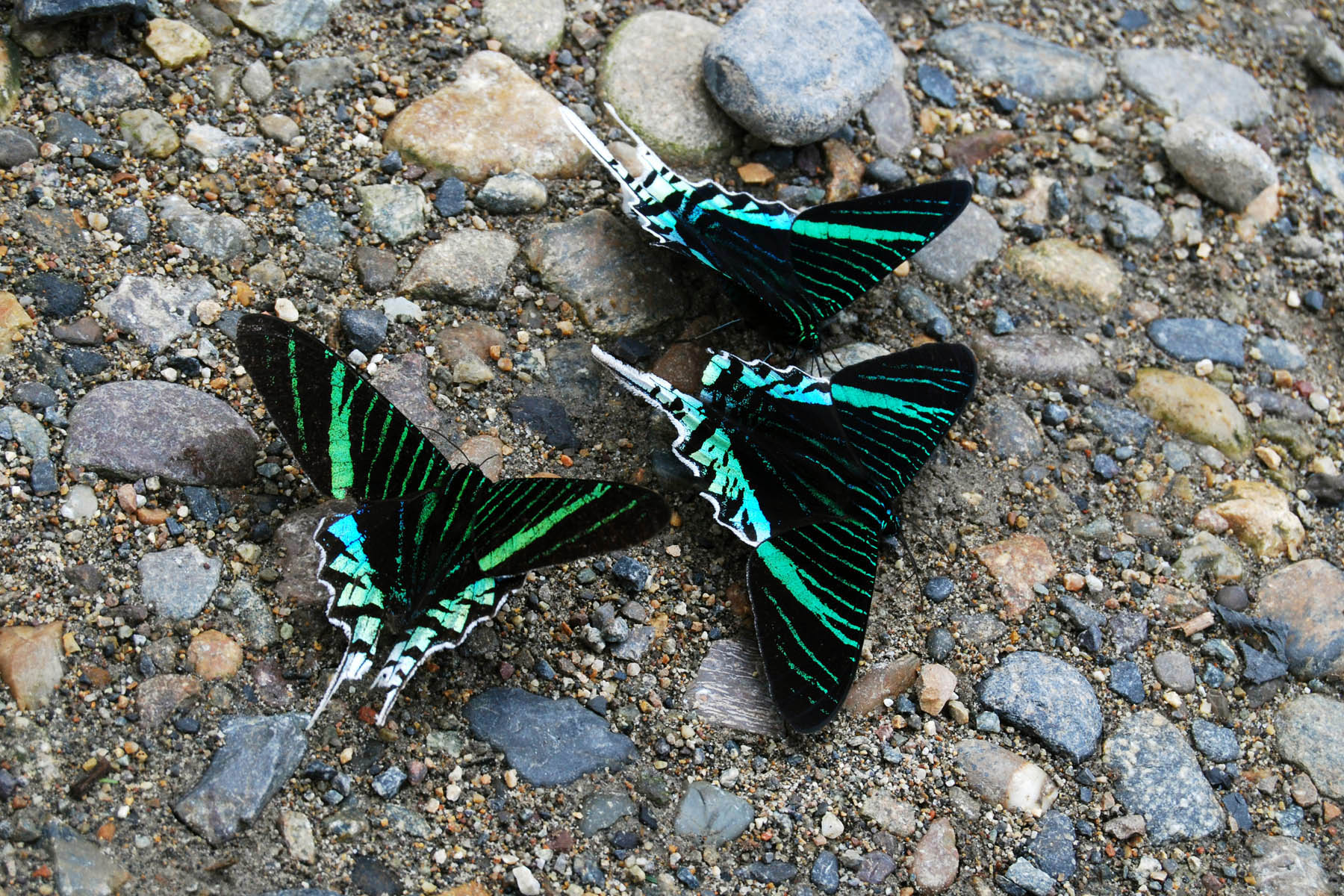
Indivíduos de U. leilus em Yasuni (Equador).
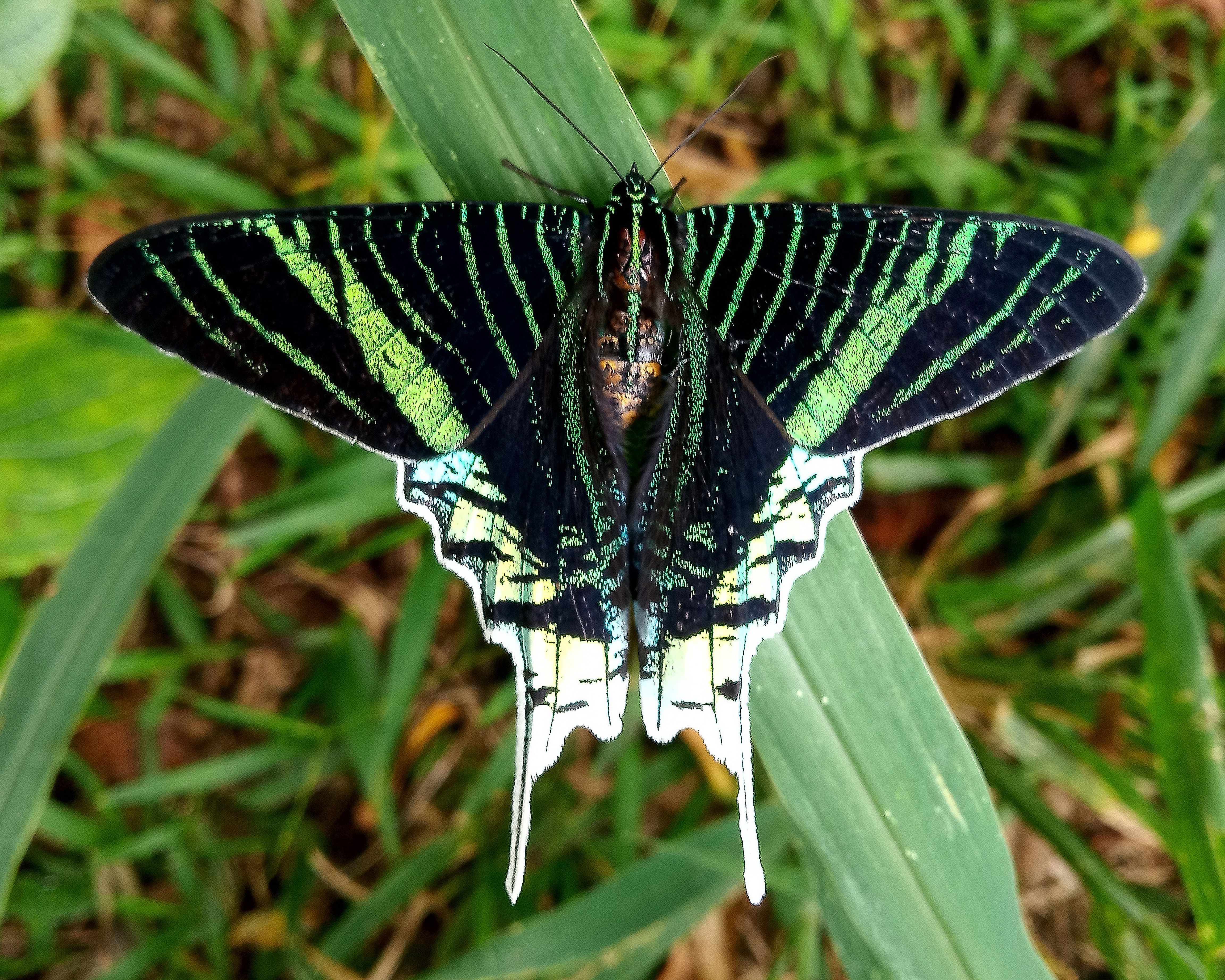
U. leilus, pousada.